# REX OS
REX OS (Real-Time Executive Operating System、レックス オーエス)とは、クアルコム（Qualcomm）がかつて採用していた、携帯電話用ベースバンド・チップソフトを動かす為のARMベースのリアルタイムオペレーティングシステム。古くは、cdmaOne用、並びにCDMA2000用チップセットだけであったが、サポートするエアインタフェースの拡大に伴い、W-CDMA、GSM用のチップセットでも使われている。ライセンスは、クローズドなソースライセンスなので、クアルコムから開発ライセンスを取得しないとソースを見ることが出来ない。

## CPU
元々は、Intel 80186向けのOSであったが、ARM向けに移植され、後に x86はサポートされなくなった。

## 機能
リアルタイムオペレーティングシステムとして、以下の機能を持つ。
- プリエンプティブ・マルチタスク
- タスク管理
- タスク同期
- 排他ロック
- タイマー
- 割り込み管理

タスクは、メモリ保護機能を持たない。
リアルタイムOSとして、タスク管理の機能しかなく、純粋なカーネル部分は、携帯電話用ベースバンド・ソフトウェアであるDMSSあるいはAMSSのなかの1パーセント程度でしかない。